# František Salzer
František Salzer (30. srpna 1902, Sušice – 23. prosince 1974, Praha) byl český herec, režisér, pedagog a překladatel.

## Rodina a život

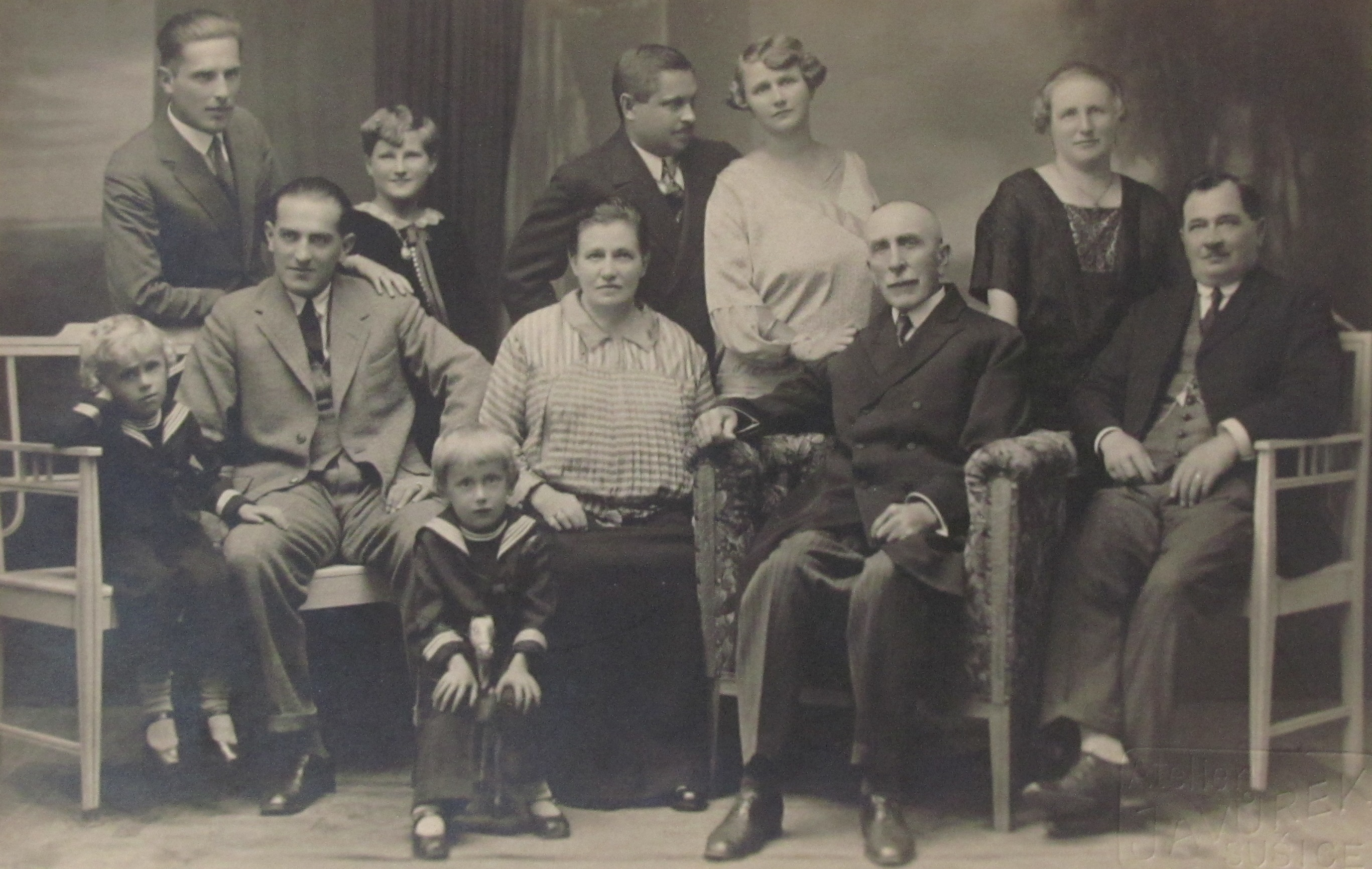
Rodinné foto Sušice 1927 – František Salzer sedící vlevo ve světlém obleku

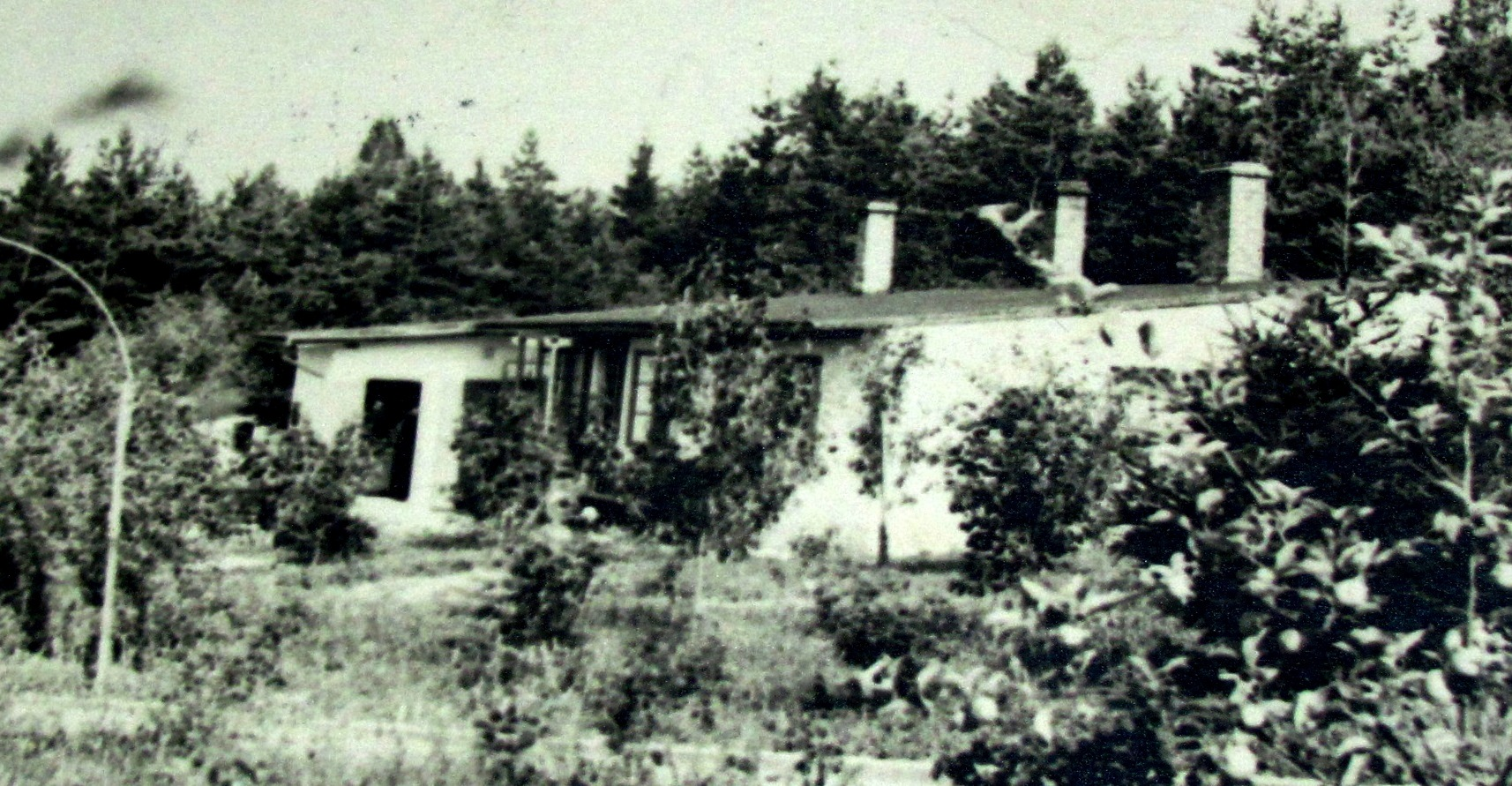
Chata na Felbabce (okr.Beroun), kterou Salzerovi užívali společně s rodinou Otomara Korbeláře (foto kolem roku 1944)

Narodil se v Sušici na Šumavě v rodině vrchního komisaře finanční stráže I. tř. Františka Salzera (1854–1935) a jeho choti Žofie, rozené Mottlové (1865–1942), jako nejmladší dítě v rodině. Staršími sourozenci mu byli sestry Marie (1888–1969) a Amálie (1895–1977) a bratr Ladislav, narozený v roce 1898, který se stal později majorem československé armády a tragicky zemřel v roce 1943.
Několik desítek let byl ženat s Marií (Evou), roz. Adamcovou (1895–1972), herečkou a překladatelkou, dcerou pražského továrníka Adamce. Manželství bylo bezdětné, manželka zemřela náhle v roce 1972.
Rok po smrti své manželky vstoupil v závěru života ještě do druhého manželství s Eliškou Novotnou. Manželství trvalo necelý rok a on zemřel izolován od svých přátel a původní rodiny, od svého divadla a školy, nečekaně den před Štědrým dnem roku 1974 ve svém domě na pražské Ořechovce. Je pochován na Vinohradském hřbitově.

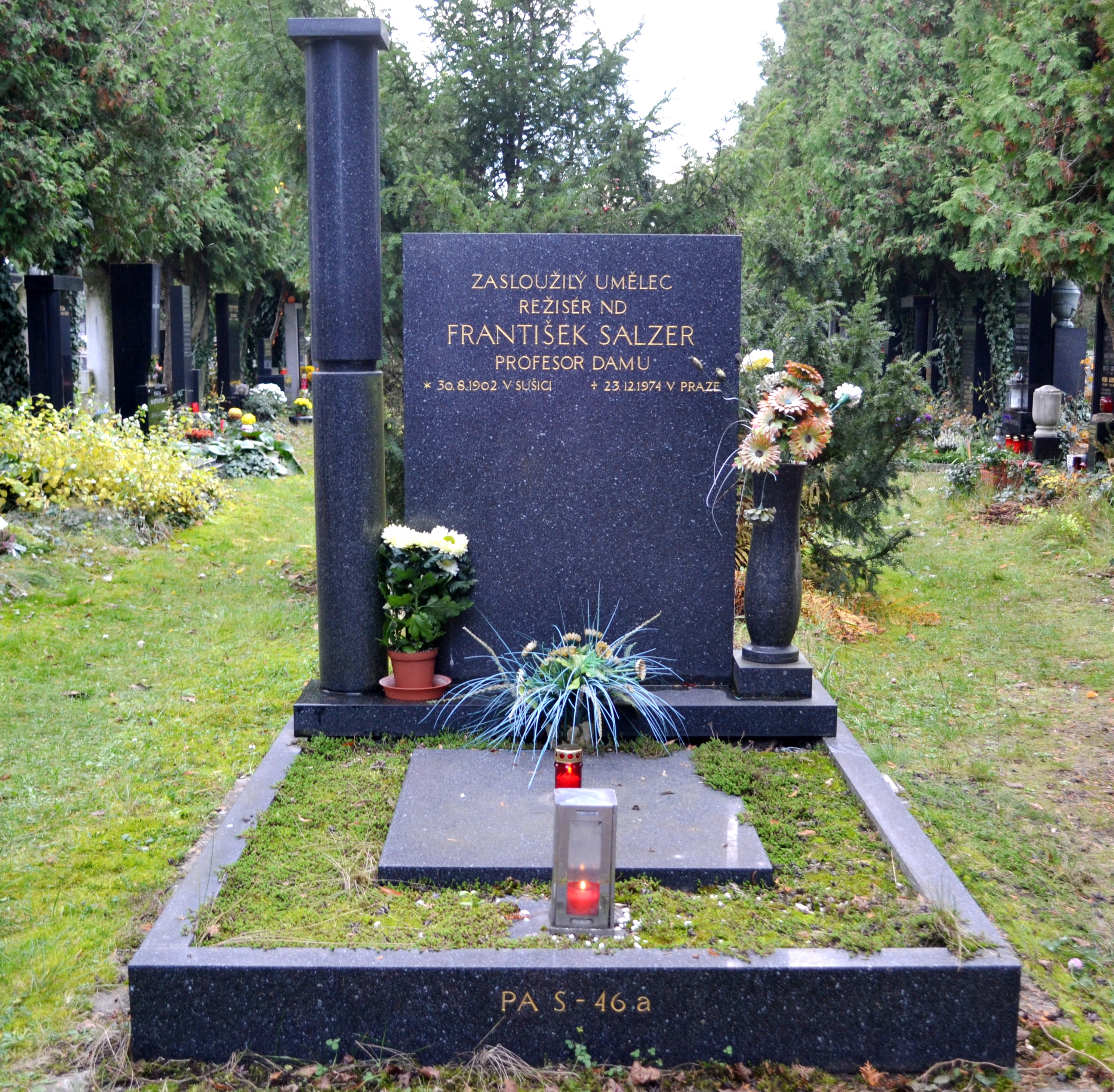
Hrob na Vinohradském hřbitově

Kromě divadla, kterému se po celý život věnoval, byl i vášnivým filatelistou a rovněž sběratelem umění (obrazy, grafika, plastiky). Po II. světové válce prodal dva činžovní domy ve Škrétově ulici v Praze, které obdržela jako věno manželka Eva, a získaný finanční obnos uložil do rozšíření své sbírky známek.
Od třicátých let již bydlel ve svém domě na pražské Ořechovce.
Léto často trávil mimo Prahu, na chatě v obci Felbabka, o kterou se dělil s hercem Otomarem Korbelářem.
V meziválečném období navíc často cestoval po Evropě (Vídeň, Paříž, italská města, aj.); při opakovaných cestách do Paříže s dalšími pražskými umělci (např. J. Štěpničková, Václav Wasserman) obdivovali mj. představení v divadle M. Chevaliera (v roce 1939). Na Ořechovce se scházela umělecká společnost, divadelní a filmové hvězdy meziválečného a válečného období. S některými z tehdejších ženských hvězd navázal i úzké soukromé vztahy (Zorka Janů , Adina Mandlová , Jiřina Štěpničková, aj.).

## Studium
Již jako student sušického gymnázia se výrazně zapojil do kulturního života města . V roce 1924 absolvoval dramatické oddělení Pražské konzervatoře , kde byl žákem profesora Jaroslava Hurta , který sám patřil do roku 1925 k předním umělcům Národního divadla. Jaroslav Hurt vychoval i další známé herce a režiséry, např. Otomara Korbeláře, Jarmilu Horákovou, Miloslava Jareše či Jana Škodu. Ve dvacátých letech probíhala v pražských Holešovicích ve studiu „Legie malých" veřejná představení posluchačů a absolventů třídy J. Hurta, kterých se Salzer účastnil spolu s tehdejšími začínajícími kolegy, jako byli například Jiřina Šejbalová, Jiří Frejka, Bohuš Záhorský, Václav Trégl, výtvarníci František Zelenka, František Muzika a další. Již v době studií (1921–1924) působil také na scéně Národního divadla, jako jeden z členů "sboru elévů ND".

## Divadlo
V sezóně 1924/1925 zahájil svoji hereckou dráhu v Olomouci. Společně s ním přišla do Olomouckého divadla i Eva Adamcová , jeho budoucí manželka. Zde působil až do roku 1930, přičemž v posledních letech pracoval i jako režisér a šéf činohry. Současně působil i jako rozhlasový herec .
Z Olomouce přešel do Vinohradského divadla a zde se stal v roce 1939 i vrchním režisérem. Ve Vinohradském divadle pak působil až do roku 1945. Nastudoval zde přes 120 inscenací. Zaměřil se zde především na komedie Williama Shakespeara, ale uváděl na scénu i hry dalších světových autorů (např. Oscar Wilde, Carlo Goldoni, G.B.Shaw, Friedrich Schiller, A. N. Ostrovskij, Stefan Zweig, Gerhart Hauptmann, aj.) a autorů českých (např. Viktor Dyk, V. K. Klicpera, Jiří Mahen, F. X. Svoboda, Fráňa Šrámek, Emil Synek, J. K. Tyl, aj. ), včetně tehdy soudobých mladých autorů (Frank Tetauer, Olga Scheinpflugová, aj.). Za svého působení na Vinohradech spolupracoval úzce z výtvarníků především s Františkem Zelenkou  a rovněž s Josefem Wenigem a Františkem Trösterem, získal pro spolupráci však i jako hosty např. Jana Zrzavého a Františka Tichého.
Městská divadla pražská měla kromě Vinohradského divadla od roku 1929 navíc i pobočnou scénu (Městské komorní divadlo) a od roku 1941 ještě dřívější divadlo D41 (přejmenované pak na Městské divadlo na Poříčí), jehož se František Salzer stal uměleckým šéfem poté, co byl nacisty uvězněn Emil František Burian a divadlo bylo přičleněno rozhodnutím Zemského úřadu k Městským divadlům pražským. Jeho působení v období války byl následně přešetřováno disciplinární komisí odborové Rady divadelníků. Byla mu však vystavena dobrozdání herců a pracovníků divadla, mj. Jindřicha Plachty, přesto byl odsouzen k pokutě 10 000 Kčs. Po válce se stal členem KSČ.
V letech 1945 až 1947 působil v Divadle 5. května, zprvu jako režisér a později i jako šéf činohry za odvolaného Antonína Kurše. Od roku 1947  působil v Národním divadle jako režisér činohry a to až do roku 1963, kdy odešel do důchodu a věnoval se pak již především pedagogické činnosti. V Národním divadle zahájil svoji činnost režií hry Noci hněvu od Armanda Salacroua, která měla premiéru v září 1947. V Národním divadle spolupracoval mj. s výtvarníky F. Trösterem a J. Svobodou, v jejichž výpravě byly uvedeny hry jako Bílá nemoc, Král Lear nebo Kupec benátský, se Zdeňkem Štěpánkem v hlavní roli.
Kromě režijní činnosti v Národním divadle vystupoval zde mezi lety 1918 až 1929 a pak znovu v letech 1947 až 1962 příležitostně v drobných rolích (po válce především ve hrách, které sám režíroval) .

## Pedagogická činnost
Jeho pedagogická činnost zahrnovala profesorské působení na Pražské konzervatoři (k jeho žákům patřili např. Radovan Lukavský a Antonie Hegerlíková) a v roce 1945 ve spolupráci s Jiřím Frejkou, Františkem Trösterem a Josefem Trägrem připravoval založení divadelní fakulty Akademie múzických umění v Praze, kde poté působil až do své smrti, jako profesor, vedoucí katedry i děkan. K jeho úspěšným žákům patřili mj. Jan Přeučil, Hana Maciuchová, Naďa Konvalinková, Milan Neděla, Miroslav Nohýnek, režisér Václav Hudeček, Ladislav Smoček a další.

## Citát
| „                  | Salzer je nejen režisér, Salzer je i výborný pedagog. Je nekompromisní, nesleví nic, a veškeré debaty, které jsou teď při zkouškách v módě, odbude důrazným poukazem na styl představení a kompozici vztahů jednotlivých postav, vzájemně žijících a jednajících v daných situacích dramatu. Rád vzpomínám na tyto práce. František, dokonale připraven, objasňuje nám tenkrát ještě neobvyklou metodou moderní dnešní přípravy se sborem dramaturgů, reálných odborníků a celým štábem, který zahajuje první čtenou zkoušku, sám styl komedie, zaměření a cíl. A vychází to. U Františka měl člověk naprosté spolehnutí. | “ |
| — Vladimír Hlavatý | |   |

## Vybrané divadelní režie
- 1925 Klabund: Křídový kruh, České divadlo Olomouc
- 1926 G.B.Shaw: Svatá Jana, České divadlo Olomouc
- 1927 E. O'Neill: Chlupatá opice, České divadlo Olomouc
- 1929 František Langer: Obrácení Ferdyše Pištory, České divadlo Olomouc
- 1929 William Shakespeare: Romeo a Julie, České divadlo Olomouc
- 1930 Bertolt Brecht: Žebrácká opera, České divadlo Olomouc (1. české uvedení hry)
- 1930 E. O'Neill: Farma pod jilmy, České divadlo Olomouc
- 1931 Ladislav Stroupežnický: Naši furianti, Divadlo na Vinohradech, 31 repríz
- 1931 L. Stroupežnický: Zvíkovský rarášek, Divadlo na Vinohradech, 41 repríz
- 1931 Viktor Dyk: Ranní ropucha, Divadlo na Vinohradech
- 1931 Viktor Dyk: Revoluční trilogie, Divadlo na Vinohradech
- 1931 Leopold Marchand: Baltazar, Komorní divadlo, 21 repríz
- 1932 G.Hauptmann: Forman Henčl, Divadlo na Vinohradech, 10 repríz
- 1932 Stefan Zweig: Ovečka chudého, Divadlo na Vinohradech, 11 repríz
- 1933 Otto Indig: Nevěsta z Torocka, Komorní divadlo, 17 repríz
- 1933 Lila Bubelová: Služka, Divadlo na Vinohradech, 14 repríz
- 1933 Erich Kästner: Emil a detektivové, Divadlo na Vinohradech (Fr. Salzer kromě režie provedl i překlad a úpravu), 10 repríz
- 1934 H. Bernstein: Manuela, Divadlo na Vinohradech
- 1934 H. Becque: Pařížanka, Divadlo na Vinohradech, 12 repríz
- 1935 A. Veselý: Študent Kvoch; Vítězslav Hálek: Král Jiří z Poděbrad, Divadlo na Vinohradech, 7 repríz
- 1935 J.K.Tyl: Jiříkovo vidění, Divadlo na Vinohradech
- 1936 Olga Scheinpflugová: Chladné světlo, Divadlo na Vinohradech
- 1936 Frank Tetauer: Diagnosa, Komorní divadlo, 38 repríz
- 1937 S. Kingsley: Newyorský přístav, Divadlo na Vinohradech, 14 repríz
- 1937 V. K. Klicpera: Rohovín Čtverrohý, Divadlo na Vinohradech, 16 repríz
- 1937 Fráňa Šrámek: Léto, Divadlo na Vinohradech, 11 repríz
- 1937 William Shakespeare: Cokoli chcete, Divadlo na Vinohradech
- 1937 Josef Kajetán Tyl: Fidlovačka, Divadlo na Vinohradech (zajímavá kritika v Rudém právu 26.  listopadu 1937 od Julia Fučíka), 24 repríz
- 1937 Edmond Konrád: Ráj srdce, Komorní divadlo, 17 repríz
- 1938 Václav Kliment Klicpera: Divotvorný klobouk a Poslední prázdniny, Divadlo na Vinohradech (zajímavá Fučíkova recenze v Rudém právu, 16. červen 1938)
- 1938 Carlo Goldoni: Sluha dvou pánů, Divadlo na Vinohradech, 9 repríz
- 1938 J. K. Tyl: Jan Hus, Divadlo na Vinohradech
- 1938 Jiří Mahen: Ulička odvahy, Komorní divadlo, 59 repríz
- 1938 Emil Synek: Schůzka u pyramid, Divadlo na Vinohradech, 14 repríz
- 1939 Josef Kajetán Tyl: Paní Marjánka, matka pluku, Divadlo na Vinohradech, 14 repríz
- 1939 F.Schiller: Panna Orleánská, Divadlo na Vinohradech, 22 repríz
- 1939 W.Shakespeare: Zkrocení zlé ženy, Divadlo na Vinohradech (Fr. Salzer byl kromě režie podepsán i pod návrhem scény za Františka Zelenku, který nesměl z rasových důvodů v divadle oficiálně pracovat. Kostýmy, navržené rovněž Fr. Zelenkou kryl oficiálně svým jménem tajemník divadla Dr.Jan Port)[24]
- 1939 Oscar Wilde: Vějíř lady Windermerové, Komorní divadlo, 98 repríz
- 1939 Julius Zeyer: Doňa Sanča, Divadlo na Vinohradech, 8 repríz
- 1940 Thornton Wilder: Naše městečko, Divadlo na Vinohradech (zajímavá kritika v Národní práci, 20. ledna 1940 od A. M. Píši)
- 1940 Fráňa Šrámek: Měsíc nad řekou, Komorní divadlo, 18 repríz
- 1940 Gerhart Hauptmann: Bobří kožich, Divadlo na Vinohradech (zajímavá kritika v Lidových novinách, 19. května 1940 od E. Konráda), 21 repríz
- 1940 K. R. Krpata: Mistr ostrého meče, Divadlo na Vinohradech, 12 repríz
- 1941 William Shakespeare: Jak se vám líbí, Divadlo na Vinohradech (pod návrhem scény podepsán oficiálně za Františka Zelenku opět Fr. Salzer)
- 1941 Fráňa Šrámek: Stříbrný vítr, Divadlo Na poříčí, 84 repríz
- 1941 A. N. Ostrovskij: Bouře, Divadlo na Vinohradech
- 1942 Friedrich Schiller: Messinská nevěsta, Divadlo Na poříčí, 37 repríz (1. české provedení této hry)
- 1942 August Strindberg: Královna Kristina, Divadlo Na poříčí (v hlavní roli Jiřina Štěpničková), 59 repríz
- 1942 Frank Tetauer: Úsměvy a kordy, Divadlo Na poříčí, 68 repríz
- 1943 Carlo Goldoni, Miloš Hlávka: Vdova liška, Divadlo Na poříčí (v roli vdovy Adina Mandlová j. h. )
- 1943 Sam Benelli: Chvála bláznovství, Divadlo Na poříčí (v roli Violanty Adina Mandlová), 61 repríz
- 1943 H. H. Ortner: Řezbář Vít Stoss, Divadlo na Vinohradech, 21 repríz
- 1943 František Xaver Svoboda: Poslední muž, Divadlo Na poříčí, 80 repríz
- 1944 Olga Barényi: Herečka, Divadlo Na poříčí (v titulní roli Zorka Janů), 57 repríz
- 1944 Henrik Ibsen: Domov loutek, Divadlo Na poříčí, 56 repríz
- 1945 Arnošt Dvořák: Husité, Karlínské divadlo
- 1946 Anton Pavlovič Čechov: Labutí píseň, Divadlo 5. května (představení na scéně býv. Velké operety)
- 1946 Lope de Vega: Sedlák svým pánem, Divadlo 5. května
- 1946 W. Shakespeare: Zkrocení zlé ženy, Divadlo 5. května
- 1946 A. N. Arbuzov: Daleká cesta, Divadlo 5. května
- 1946 W.Shakespeare: Hamlet, Divadlo 5. května
- 1946 W. Shakespeare: Sen noci svatojánské, Divadlo 5. května
- 1946 E. M. Labiche: Pan Perrichou na cestách, Divadlo 5. května
- 1947 Jaroslav Pokorný: Křídový kruh, Divadlo 5. května
- 1947 Mária Rázusová-Martáková: Jánošík, Divadlo 5. května
- 1947 Jiří Mahen: Ulička odvahy, Divadlo 5. května
- 1947 L. H. Morstin: Xantipa, Stavovské divadlo (Fr. Salzer alternoval v roli Agatona)
- 1947 Armand Salacrou: Noci hněvu, Stavovské divadlo
- 1948 Miloslav Stehlík: Loď dobré naděje, Tylovo divadlo
- 1949 Edmond Rostand: Cyrano z Bergeracu, Tylovo divadlo
- 1949 Alexandr Sergejevič Puškin: Evžen Oněgin, Národní divadlo
- 1949 W. Shakespeare: Zkrocení zlé ženy, Tylovo divadlo
- 1950 J. K. Tyl: Strakonický dudák, Tylovo divadlo
- 1950 Višněvskij: Nezapomenutelný rok devatenáctý, Národní divadlo
- 1951 Nikolaj Vasiljevič Gogol: Ženitba, Tylovo divadlo
- 1952 Anatolij Surov: Zelená ulice, Tylovo divadlo
- 1952 A. N. Ostrovskij: Pozdní láska, Tylovo divadlo
- 1953 Ota Šafránek: Vlastenec, Tylovo divadlo
- 1953 Jan Drda: Hrátky s čertem, Národní divadlo
- 1954 V. V. Ivanov: Obrněný vlak, Národní divadlo
- 1954 David Berg: Matka Riva, Tylovo divadlo
- 1954 W. Shakespeare: Benátský kupec, Tylovo divadlo
- 1955 Julius Zeyer: Radúz a Mahulena, Smetanovo divadlo
- 1956 Alexandr Nikolajevič Ostrovskij: Poslední oběť, Tylovo divadlo
- 1957 Karel Čapek: Bílá nemoc, Národní divadlo (Fr. Salzer alternoval v roli Ministra propagandy)
- 1958 Jiří Mahen: Jánošík, Národní divadlo
- 1958 a 1961 W. Shakespeare: Král Lear, Národní divadlo/Smetanovo divadlo
- 1959 Maxim Gorkij: Rodina Zykovových, Tylovo divadlo
- 1959 József Darvas: Spálená křídla, Tylovo divadlo
- 1962 A. Dvořák: Božena Němcová bojující, Národní divadlo (Slavnostní večer ke 100. výročí úmrtí Boženy Němcové)
- 1965 Thornton Wilder: Naše městečko, Komorní divadlo, (režie j. h. )
- 1968 Stefan Zweig: Ovečka chudého, Komorní divadlo, (překlad a režie j. h. )

## Filmografie
- 1939 Mořská panna (role dobrodruha Roberta) – režie Václav Kubásek
- 1946 Pancho se žení – režie Rudolf Hrušínský a František Salzer
- 1947 Jan Roháč z Dubé (role kancléře Šlika) – režie Vladimír Borský

## Překladatelská činnost
Překlady vlastním jménem:
- 1932 S. Zweig: Ovečka chudých
- 1953 F. Hochwälder: Tlustý anděl z Rouenu

Překlady pod pseudonymem František Slánský nebo B. Slánský:
- 1931 Peter Hell: Dceruška
- 1932 Lászlo Fodor: Ruleta
- 1932 Ferenc Molnár: Labuť
- 1932 Otto Bastian: Pařížský model
- 1933 Ernest Enderline: Nová láska, nový život
- 1934 H. J. Rehfisch: Tajemství lékařovo
- 1934 Frederick Lonsdale: Manželství na zkoušku
- 1935 Noel Coward: Padlí andělé

## Rozhlasová činnost
- 1938 Karel Čapek: Bílá nemoc, role: baron Krog

## Pedagogická činnost
- 1941–1945 profesor Konzervatoře Praha
- 1945–1974 profesor katedry režie na DAMU
- 1954–1955, 1958 – 1961, 1963–1970 děkan DAMU [22] a ředitel divadla DISK

## Ocenění[9]
- 1940 Národní cena
- 1958 titul zasloužilý umělec
- 1962 Řád práce

## Divadelní a filmové osobnosti o Františku Salzerovi
Jaroslav Průcha
- To tehdy do našeho repertoáru vrostla Durchova hra Kvas na Boleslavi k svatováclavskému miléniu. František Salzer, poučený z hilarovských režií, dokázal představení úderné, v tempu, v rytmu až překotné. Nic takového jsem neviděl ani na Kladně, ani v Osvobozeném. Salzer se ve škole i mimo ni v Praze hodně naučil. Uměl se dívat, uměl i brát, a křivdil bych mu, kdybych nepřiznal, že, ač mladý, už také dával.[26]

Hana Maciuchová
- Ve druhém ročníku přišel pan profesor František Salzer, režisér Národního divadla, ten mi velmi pomohl. Působil dříve také v Olomouci, mluvili jsme spolu o mém městě. Citlivě mě nasměroval, navigoval, setřásl ze mě pochyby. Vysvětlil nám, že temperament je předpoklad a jak důležitá je herecká představivost.[27]

Adina Mandlová
- Dodatečně jsem se soukromě dozvěděla od Fr. Salzera, šéfa divadla Na Poříčí, že mezi těmi, kdo mají být zbaveni vedoucích funkcí je šéf Městského divadla B. Stejskal, Fr. Salzer a dramaturg Dr. Frank Tetauer. Poněvadž všemi členy divadla byl Salzer považován za nejschopnějšího, a já sama jsem věděla přímo od něj – tehdy jsem se s ním soukromě stýkala – že by v divadle nezůstal, čímž bychom ztratili nejschopnějšího režiséra, pozvala jsem Dra Oehmkeho k sobě do bytu dne 10. XII. 1942 večer. On přišel a já této návštěvy jsem použila k intervenci za Salzera a Tetauera.[28]
- Na podzim 1942 si mě pozval František Salzer, tehdy šéf divadla Na Poříčí, a nabídl mi roli v kuse, kterou pro mne napsala Vlasta Petrovičová–Neffová, moje kdysi velmi dobrá přítelkyně. Neměla jsem tehdy žádné filmové závazky, tak jsem s velkou radostí přijala a hned jsme začali zkoušet. ...Byl to velký kasovní úspěch, a protože kritika mě opět přijala velmi vlídně, začalo se uvažovat o mém dalším pohostinském vystupování v některém z Městských divadel.[29]

Jaroslav Marvan
- Iniciátorem všeho byl František Salzer, režisér a po E. F. Burianovi šéf Divadla Na poříčí. Přes spojení této scény s Městskými divadly jí chtěl uchovat jistou nezávislost, aby Emil Burian, až se vrátí, nalezl soubor ve stavu, s nímž by mohl realizovat své zajímavé představy a nápady. Nicméně Salzer věděl, že musí soubor oživit a vyburcovat z útlumu po všech těch událostech kolem zatčení E. F. Buriana. Potřeboval proto nějakou populární osobnost. V té době jsem mu padl do oka a nabídl mi hostování, které nakonec způsobilo, že jsem odešel od Vlasty Buriana.[30]
- No, a František Salzer se mnou sám začal zkoušet. Bylo pro mne svým způsobem vyznamenání, když jsem viděl, jaký má tenhle režisér zájem, aby představení dopadlo co nejlíp. Taky já jsem tušil, že by mi mohlo otevřít cestu do Městských divadel.[30]

Milan Neděla
- Pan profesor Salzer patřil ke slavným režisérům Národního divadla a náš ročník měl to štěstí, že ho zažil jako profesora režisérů. Kromě již zmíněných Tomšovského a Hudečka patřili k jeho posluchačům např. Láďa Smoček, Míla Švarc, Honza Bartoš a my, všichni studující herectví.[31]
- Možná, že si některý z tehdy přítomných diváků vzpomene ještě na naše blbnutí. Trvalo to jen ten jediný večer, ale my jsme se náramně bavili. Naštěstí se to pan profesor Salzer nikdy nedozvěděl. Byli jsme rádi, protože jsme ho milovali a protože jsme si ho vážili. Jeho velké režisérské srdce by bývalo asi velmi zklamáno a pohoršeno nad naší troufalostí.[32]

Jan Bor
- ...František Salzer, úměrně vyvážený umělec, technicky bezpečný, osobitý svým sklonem k pointované režii dialogické i prostorové, dobře vyzbrojený svou hereckou minulostí, s živým smyslem pro uvolnění dramatických zdvihů, zřejmě se přiklánějící k oblasti soudobého dramatu civilního.[33]

Jan Port
- Proto byl jmenován režisér František Salzer samostatným uměleckým šéfem tohoto divadla. František Salzer opravdu neobyčejně umělecky vyspěl, když mu byla dána příležitost plně se uplatnit, hned po nastoupení ředitele Jahna. Hlavně při „Literárním cyklu“ komorních her.[34]

Alena Kožíková
- Mezi nové inscenace patřily i Dobře utajené housle Miroslava Horníčka a Zweigova Ovečka chudého v režii legendy českého divadla Františka Salzera.[35]

Otomar Korbelář
- Abych neodešel z Olomouce jako utržený od boudy, přemluvil jsem svého kolegu z konzervatoře a kamaráda Františka Salzera, aby šel do olomouckého divadla, že tam místo mne potřebují milovníka. Nejdřív nechtěl, že prý on není žádný „milas“, ale potom pochopil, že jako milovník začít musí. On však využil příležitost po svém – začal režírovat a udělal dobře.[36]
- V třicátém roce se režisér František Salzer ujal režie hry amerických autorů Fultona Ourslera a Lowella Brentana „Pavouk“...Režisér Salzer přišel na nápad využít filmové projekce. Objednal techniku a pronajal na jeden den ateliér ve vinohradské pivovarské zahradě a tu scénu s kyticí a dítětem jsme tam velmi rychle natočili. Kritika i diváci nápad přijali s nadšením. Tak vidíte, předběhli jsme Laternu magiku o pěkných pár let...[37]

Bedřich Jahn
- František Salzer byl mým věrným spolupracovníkem a nejlepším uměleckým rádcem.[38]
- Režisér František Salzer byl v uznání své vynikající režisérské činnosti jmenován vrchním režisérem. Frant. Salzer působil v Městských divadlech od roku 1930 a při svých režijních kreacích kolísal z počátku mezi avantgardou a zjemnělým civilismem. Za mého ředitelství měl možnost umělecky se volněji vyvíjeti a vynikl zejména krásnou režií Shakespearova „Večera tříkrálového“, kteréžto představení pokládám režijně a umělecky nejdokonalejší z doby mého ředitelství...Vedle režie Shakespearova „Večera tříkrálového“ pokládám za jeho nejlepší umělecký výkon režii Wilderova „Našeho městečka“ v pátém literárním cyklu Komorního divadla, která jednomyslně celou divadelní kritikou byla uznána za umělecky nejhodnotnější.[38]

Ladislav Boháč
- Národní divadlo angažovalo režiséra Františka Salzera. Po vystudování konzervatoře byl u nás Salzer krátký čas hereckým elévem, ale když viděl, že z toho jeho hraní moc slávy nekouká, odešel do Olomouce a tam se začal věnovat režii. Stal se z něho znamenitý moderní režisér. Později přešel do Vinohradského divadla, kde vytvořil představení vysoké úrovně. Národní divadlo si libovalo, že jeho získáním se vyplní mezera, která vznikla odchodem Jiřího Frejky. A první představení, které na našem jevišti inscenoval, nasvědčovalo, že tomu tak bude. Byla mu svěřena režie „Nocí hněvu“ Armanda Salacroua.[39]
- „Noci hněvu“ citlivému, jemnému režisérovi Salzerovi přesně vyhovovaly...Inscenace se stala událostí. Salzer pronikl do dramatické a lidské plnosti díla, jevištně ji oslovil a dosáhl mistrovství, jak se to podaří jenom málokdy a málokomu. Divadlo mohlo být šťastno, že získalo takového režiséra. Škoda, že později – nikoli jen svou vinou – začal Salzer pracovat v duchu tehdejších, často schematických názorů na realistickou režii. Tato metoda už mu nebyla tak blízká, aby mohl vytvořit průkazná umělecká díla.[40]